# NGC 3184

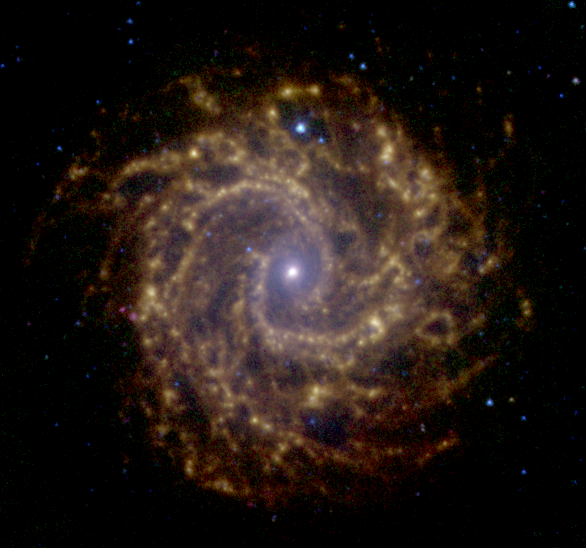

NGC 3184 hay còn gọi là UGC 5557, là tên của một thiên hà xoắn ốc nằm trong chòm sao Đại Hùng. Khoảng cách xấp xỉ được ước tính dựa trên các phương pháp hiện tại là 40 triệu năm ánh sáng. Nó có 2 vùng H II được đặt tên là NGC 3180 và NGC 3181. and NGC 3181.
Thiên hà này có nhiều kim loại nặng và có một siêu tân tinh được quan sát thấy trong thiền hà này tên là SN 1999gi có độ sáng biểu kiến là 14, loại II vào ngày 9 tháng 12 năm 1999. Ngoài ra còn có những siêu tân tinh khác như là 1921B (mag 13.5), 1921C (mag 11) and 1937F (mag 13.5), với mag là độ sáng biểu kiến.

## Sn 2010 dn
Vào ngày 31 tháng 5 năm 2010, Koichi Itagaki đã phát hiện ta một siêu tân tinh có độ sáng biểu kiến là 17 ở 33" đông, 61" bắc ở giữa thiên hà này tại toạn độ 10h 18m 19.89s, 41° 26' 28.8". Sự kiện này có lẽ là một sự kiện bùng phát sự biến thiên của những ngôi sao có sắc xanh. Vào ngày thứ 2, SN 2010dn có độ lớn không qua suy xét kĩ là 17.1, tương ứng với dữ liệu thô của độ lớn tuyệt đối là -13.3.

## Dữ liệu hiện tại
Theo như quan sát, đây là thiên hà nằm trong chòm sao Đại Hùng. Và dưới đây là một số dữ liệu khác:
Xích kinh 10h 18m 17.0s
Độ nghiêng +41° 25′ 28″
Dịch chuyển đỏ (Redshift) 0.001975
Vận tốc xuyên tâm (Tốc độ xuyên tâm) 592 ± 1 km/s
Khoảng cách 39.8 ± 12 triệu năm ánh sáng
(12.2 ± 3.7 Mpc)
Độ lớn biểu kiến 10.4
Loại thiên hà SA(s)b: II
Kích thước biểu kiến 7′.4 × 6′.9